# トヨタ・ist
イスト（ist）は、トヨタ自動車が製造・販売していたクロスオーバーSUV型小型乗用車である。

## 概要
ヴィッツをベースに、大径のタイヤとクロスオーバーSUV風の5ドアハッチバックボディを被せたクロスオーバーコンパクトカー。当初は日本国内専用車であったが、のちに北米でも若者向けのクールブランド「サイオン」で、初代がxAとして、2代目がxDとして、また欧州でも2代目が「アーバンクルーザー」の車名で販売されるようになった。なお、車格は北米ではサブコンパクトカーに、欧州ではBセグメントMPVにそれぞれ分類される。
初代は、日本では2002年当時人気No.1であったホンダ・フィット（GD型、106.5万円 - 144万円）に対抗するため、予定より下げた戦略的価格帯（118万円 - 165万円）を打ち出した。また流行のSUV風のボディも人気を集め、受注台数は発表後1ヵ月で約4万2000台を記録した。販売台数も、同時期にデビューした日産・マーチ（K12型系、95.3万円 - 132万円）を上回り、コンパクト部門2位となった。2代目は車格はコンパクトではあるものの、価格帯が上昇するとともに3ナンバー化され、初代の人気とは対照的に販売台数は伸び悩み、2016年をもって廃止された。
デザイン上、ホイールハウスとタイヤのクリアランスが小さく、純正タイヤを装着していても物理的な関係から金属製タイヤチェーンの装着が事実上不可とされている珍しい車種の一つでもある。
初代は、TRDからコンプリートカー・イストTRDターボが発売されていた。また研修を終了した各販売店のメカニックがターボキットを取り付けるチューニングプランも存在した。

## 初代 NCP60型（2002年 - 2007年）
2001年（平成13年）の東京モーターショーで出展され、そのコンセプトカー然としたスタイルそのままに、翌2002年（平成14年）に市販された。
ヴィッツに比して若干ボディサイズを拡大し、居住性の向上に貢献するだけでなく、シャープなボディラインにクロスオーバーSUV風のオーバーフェンダーによりクールでスタイリッシュなデザインを施すことでヴィッツとの差別化を実施。また、ヴィッツと同様にセンターメーターを採用していた。
開発にあたっては初代bBに続き、試作車を製作しない「フルデジタル設計」として製作されていた。すなわち、実車での走行実験を省略することで、コストダウンと開発スピードの速さにつながっていた。
エンジンは2NZ-FE型1,300 cc（87 PS）（日本のみ）と1NZ-FE型1,500 cc（109 PS）の2種類。トランスミッションは日本では4速ATのみで、北米では5速MTも設定された。2NZ-FE型1,300 ccは平成17年排出ガス基準75 %低減レベルを、1NZ-FE型1,500 ccは平成17年排出ガス基準50 %低減レベルを達成。当時のコンパクトカーブームに乗り118万円からスタートという割安な価格と高い内外装の質感や造り込みの良さで売れ行きは好調であった。
静岡県警察ではミニパトとして導入されている。

### 年表
- 2002年（平成14年）
  - 5月8日 - 初代を日本で発売。当時はトヨペット店[注釈 3]とネッツ店での併売であった。
  - 12月24日 - 特別仕様車「アクアバージョン」を日本で発売。

専用ボディカラーに「ライトアクアメタリックオパール」を設定した。また、販売店オプションとして、専用ボディカラーとコーディネートしたフルシートカバー、フロアマット、コンソールボックスを設定した（2003年3月までの期間限定生産）。
- 2003年（平成15年）6月4日 - 特別仕様車「F"Lエディション・HIDセレクション"」を日本で発売。

「F」をベースに、「Lエディション」の装備とディスチャージヘッドランプ・UVカット機能付プライバシーガラス（リアドア・リアクオーター・バックドア）を装備しつつ、価格を抑えた。また、これにGPSボイスナビゲーション付ワイドマルチAVステーション IIを追加装備した「F"Lエディション・HIDセレクション・NAVIスペシャル"」も発売した。
- 2004年（平成16年）
  - 4月22日 - 日本仕様を一部改良。

新たに「S"Lエディション・スポーティパッケージ"」を追加。これは既存の「S"Lエディション"」にフロントおよびリアバンパースポイラー、専用カラードサイドマットガード、15インチアルミホイール（スーパークロームメタリック塗装）、専用加飾センターメーターを追加装備したスポーティ仕様で、2WD車はサスペンションに専用チューニングを施した。また、ボディカラーに「グレーマイカメタリック」と特別仕様車「アクアバージョン」の専用設定色だった「ライトアクアメタリックオパール」の2色を追加。オプションにはG-BOOK対応カードボイスナビゲーション付ワイドマルチAVステーションIIが設定された。
  - 8月3日 - 特別仕様車「F"Lエディション・HIDセレクションII"」を日本で発売。

2003年6月に発売された特別仕様車のバージョンアップ版で、前回の装備に加え、フロントフォグランプを追加し、ワイヤレスドアロックリモートコントロールのメインキーを2本に変更している。
- 2005年（平成17年）
  - 5月30日 - 日本仕様がマイナーチェンジにより後期型となる。

トヨペット店（大阪地区は大阪トヨタ）では同年10月よりラクティスを取り扱うため、イストのトヨペット店での販売を終了し、ネッツ店専売車種となる。そのため新たに「ネッツマーク」と呼ばれるエンブレムをフロントグリルに新たに装着される。スポーティさを強調した新グレード「A」と「A-S」を追加。専用フロントグリル・専用バンパーを採用するとともに「A-S」のFF車には専用のチューニングを施した。また、既存の「F」と「S」はフロントバンパー、リアバンパー、サイドマットガードをボディ同色としたほか、フロントグリル、ヘッドランプ、リアコンビネーションランプ、センターメーター、シート表皮のデザインを変更した。
「Lエディション」ではスマートドアロックリモートコントロールを標準装備し、リアドア・リアクォーター・バックドアにはUVカット機能付プライバシーガラスを全車で標準装備された。ボディカラーには新たに「ライトオリーブメタリック」と「ライトブルーマイカメタリック」を追加。また、1.3 L車（「F」・「F"Lエディション"」・「A」の2WD車）は排出ガスのクリーン化により、「平成17年基準排出ガス75 %低減レベル（☆☆☆☆）」認定を取得した。なおヴィッツ(2代目・90系)の登場とトヨペット店が扱いから外れたことにより前期型ほどの売上は果たせなかった。
  - 10月4日 - 特別仕様車「F"Lエディション・HIDセレクションIII"」を日本で発売。

基本仕様は「HIDセレクションII」の時と同じであるが、前述の通り、ベース車がマイナーチェンジによりスマートドアロックリモートコントロールが標準装備されたため、キーの種類が変更（スマートドアロックリモートコントロール用）となった。
- 2007年（平成19年）
  - 6月[1] - 生産終了。在庫対応分のみの販売となる。
  - 7月 - 2代目とバトンタッチして販売終了。新車登録台数の累計は37万2587台[2]

### 日本でのCM
初期のCMは「大切にしたくなる。」がキャッチフレーズ。その後松田龍平、安藤政信、村上淳、柏原崇、浅野忠信の5人を起用。独身男性をターゲットにしたCMで「ist」に合わせた単語を個々に持ち、ショートフィルムも公開された。楽曲はbondの「Viva!」。

### ピカチュウカー

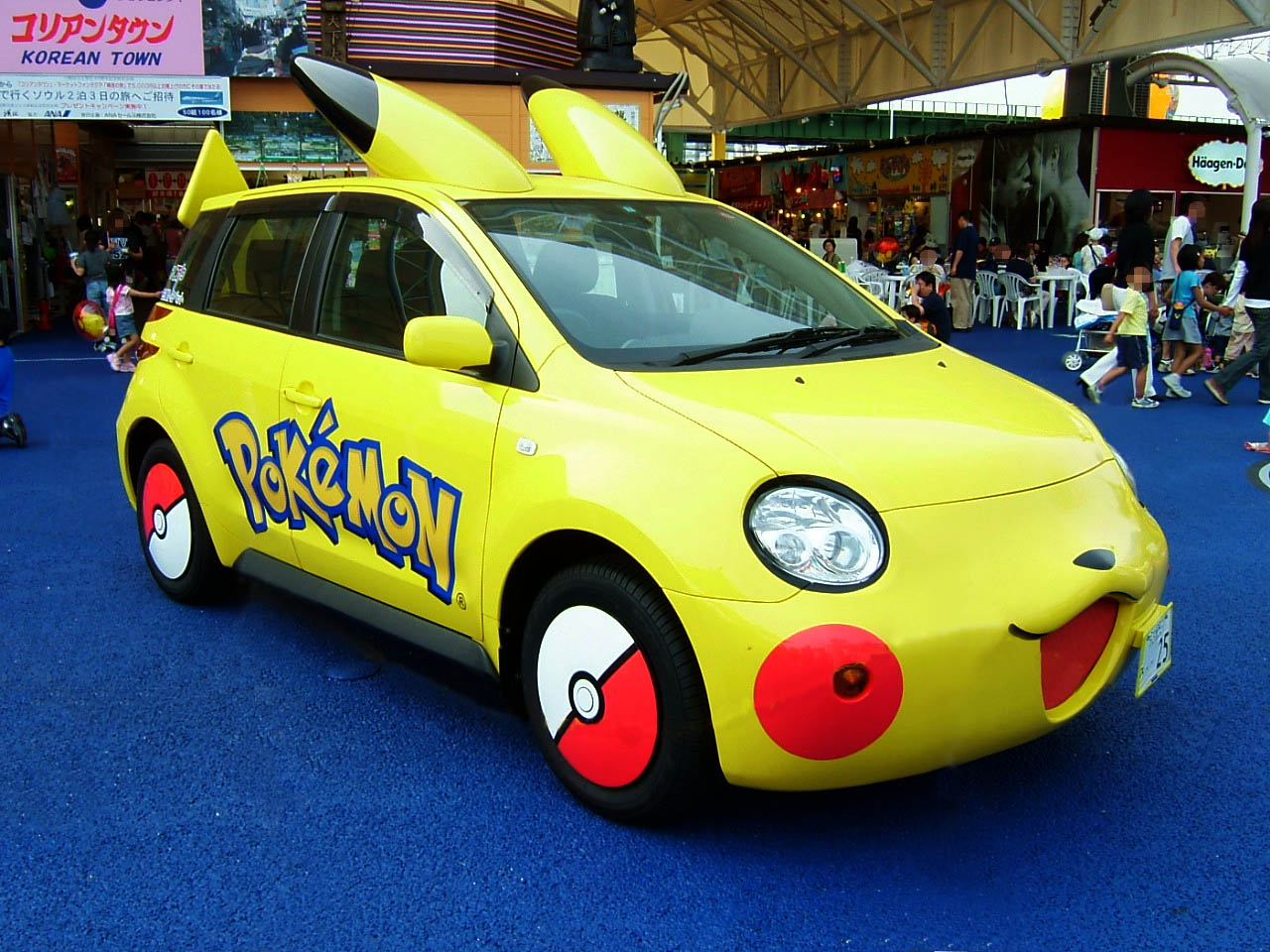
ピカチュウカー

2005年（平成17年）に名古屋トヨペットが本モデルをベースに、ゲーム『ポケットモンスター』に登場するピカチュウに見立て、耳や口などの部品を取り付けた「ピカチュウカー」を製作した。この車は、愛知県内のトヨペット店でプロモーション用として使用されたほか、愛・地球博開催期間中はデ・ラ・ファンタジア内のポケパークでも展示され、人気を博した。
istベースの「ピカチュウカー」は、その後、2009年（平成21年）より名古屋トヨペットから沖縄トヨペットが譲り受け、沖縄県内のイベントや、県内販売店の店頭の看板車両として展示していたが、2012年（平成24年）、株式会社ポケモンから権利終了につき、「ピカチュウカー」の形状およびカラーリングの変更もしくは廃棄処分を求められ、株式会社ポケモンの担当者が沖縄トヨペットに変更の確認のために来るまでの数日間に社内で耳や尻尾を取り外し、パンダの色に塗り替えられた。2012年（平成24年）7月15日をもって、この車両は沖縄グッドトイ委員会に譲渡された。

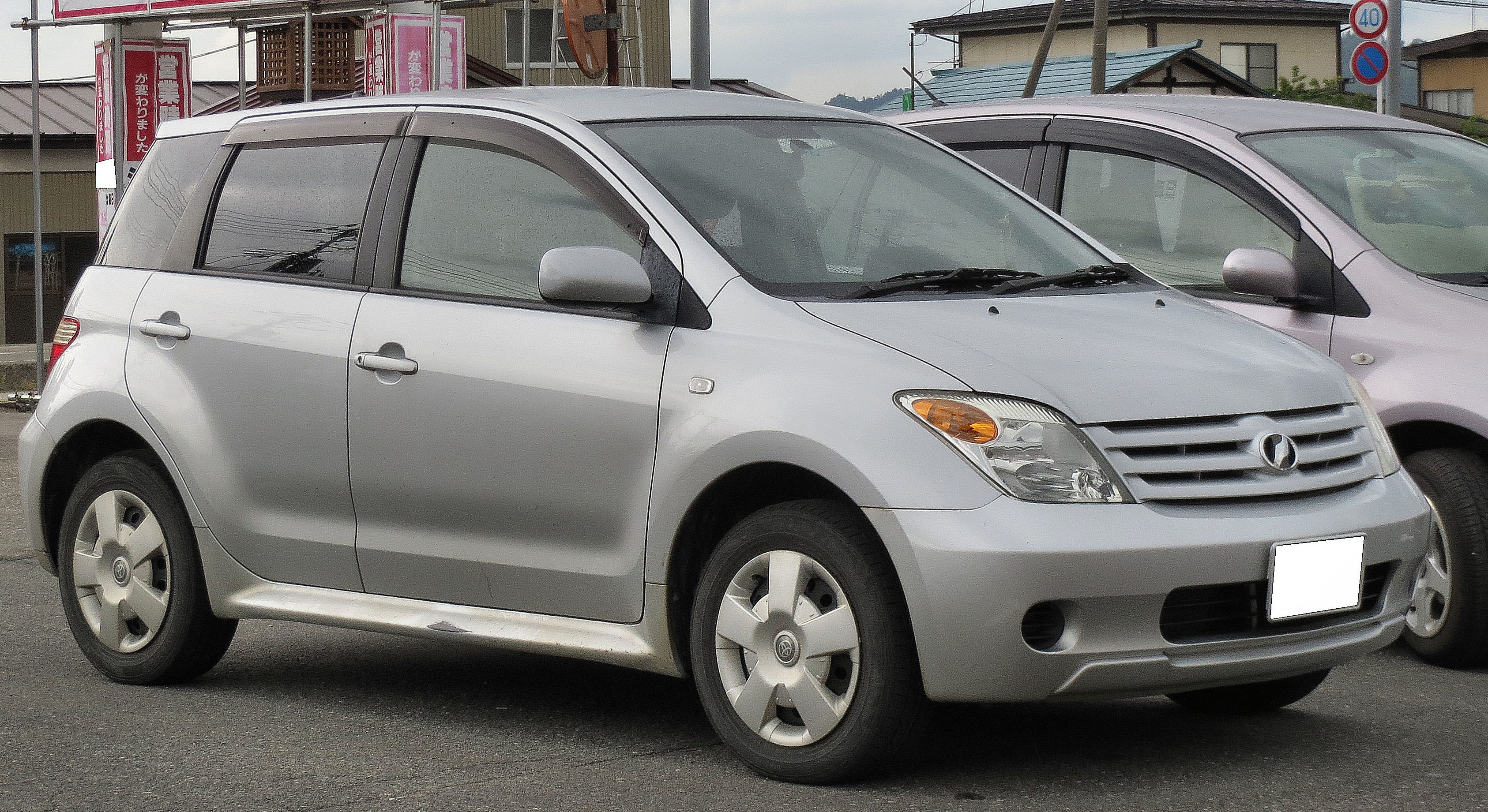
後期型（2005年5月 - 2007年7月）
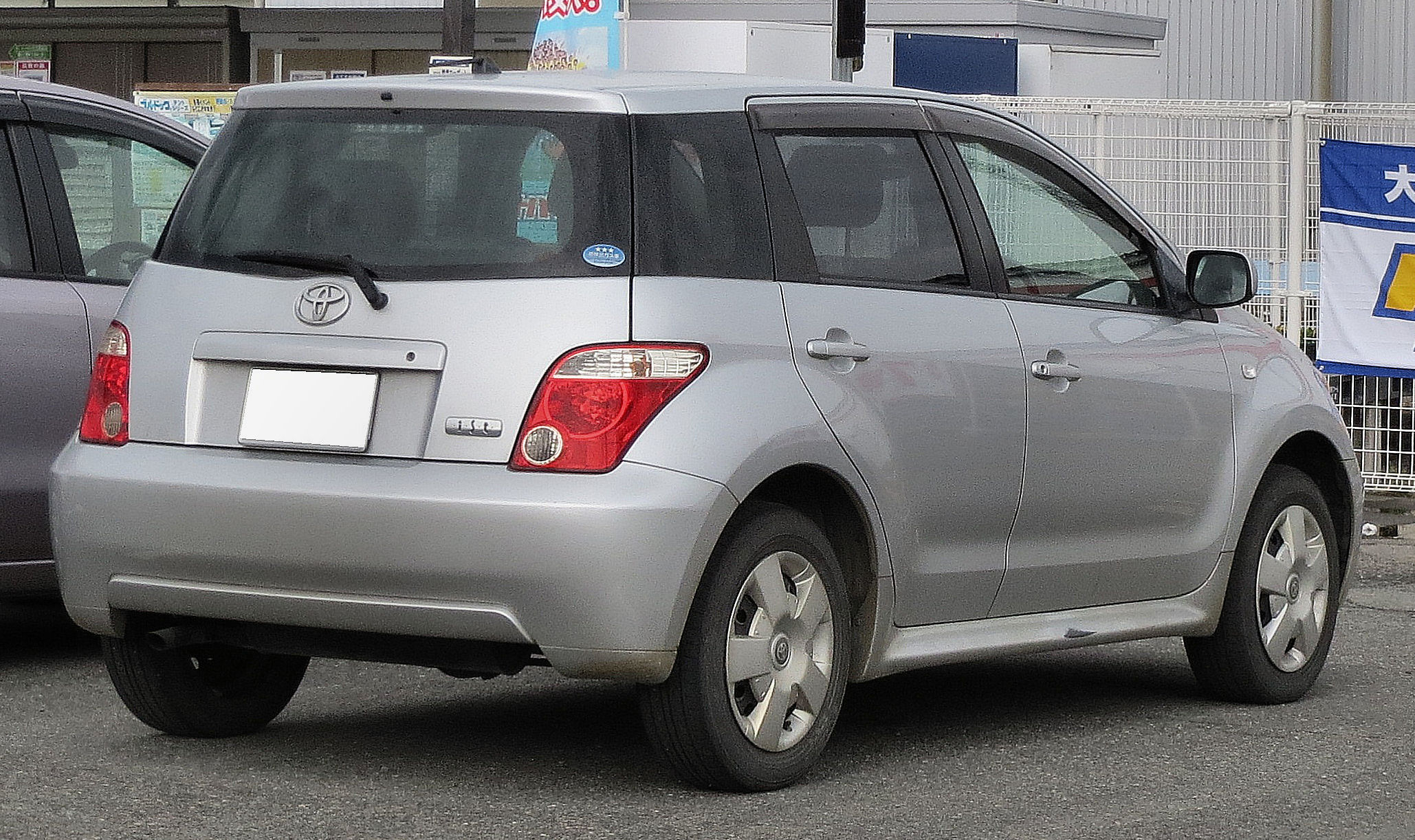
後期型リア
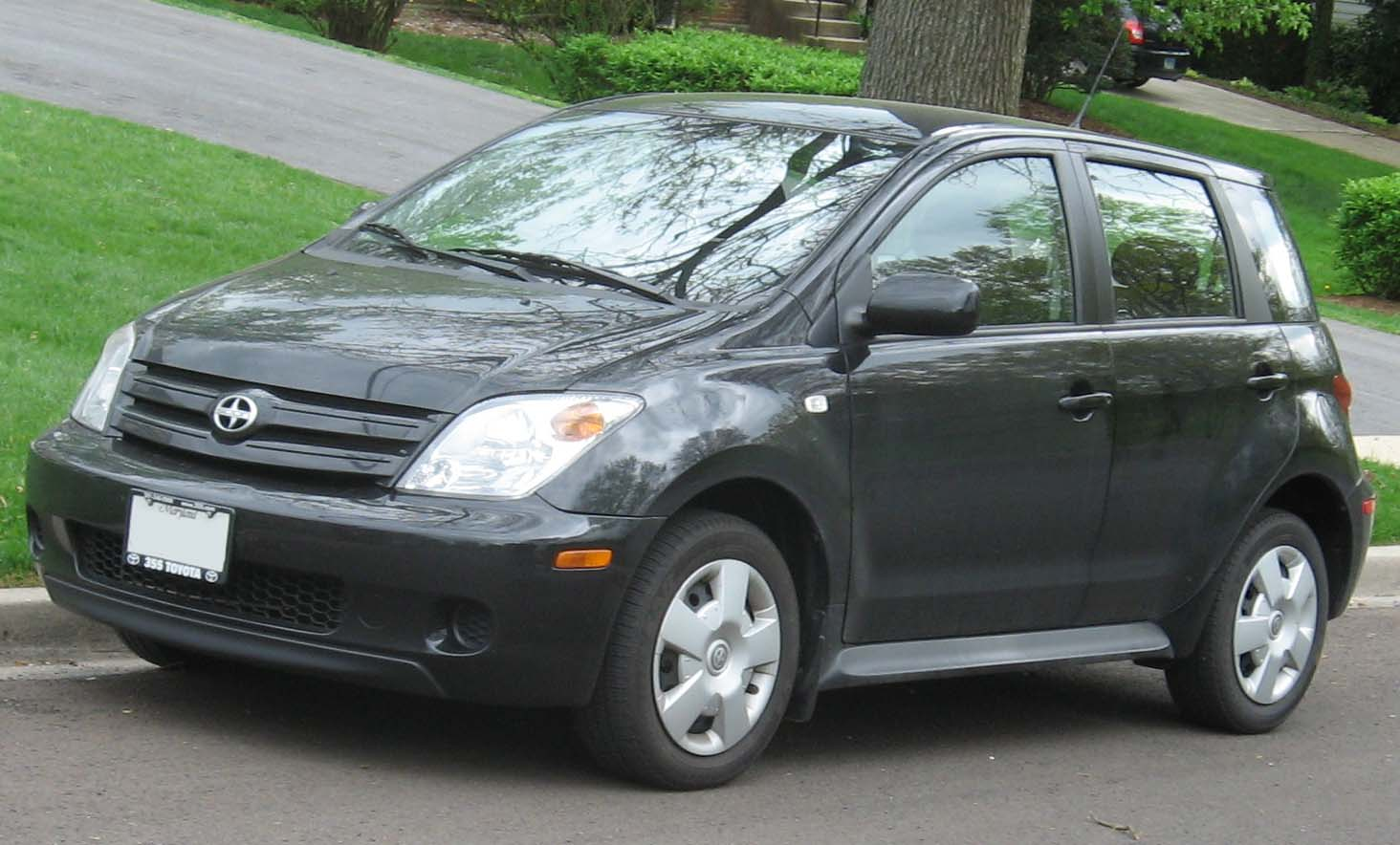
日本国外仕様のサイオン・xA（前期型）
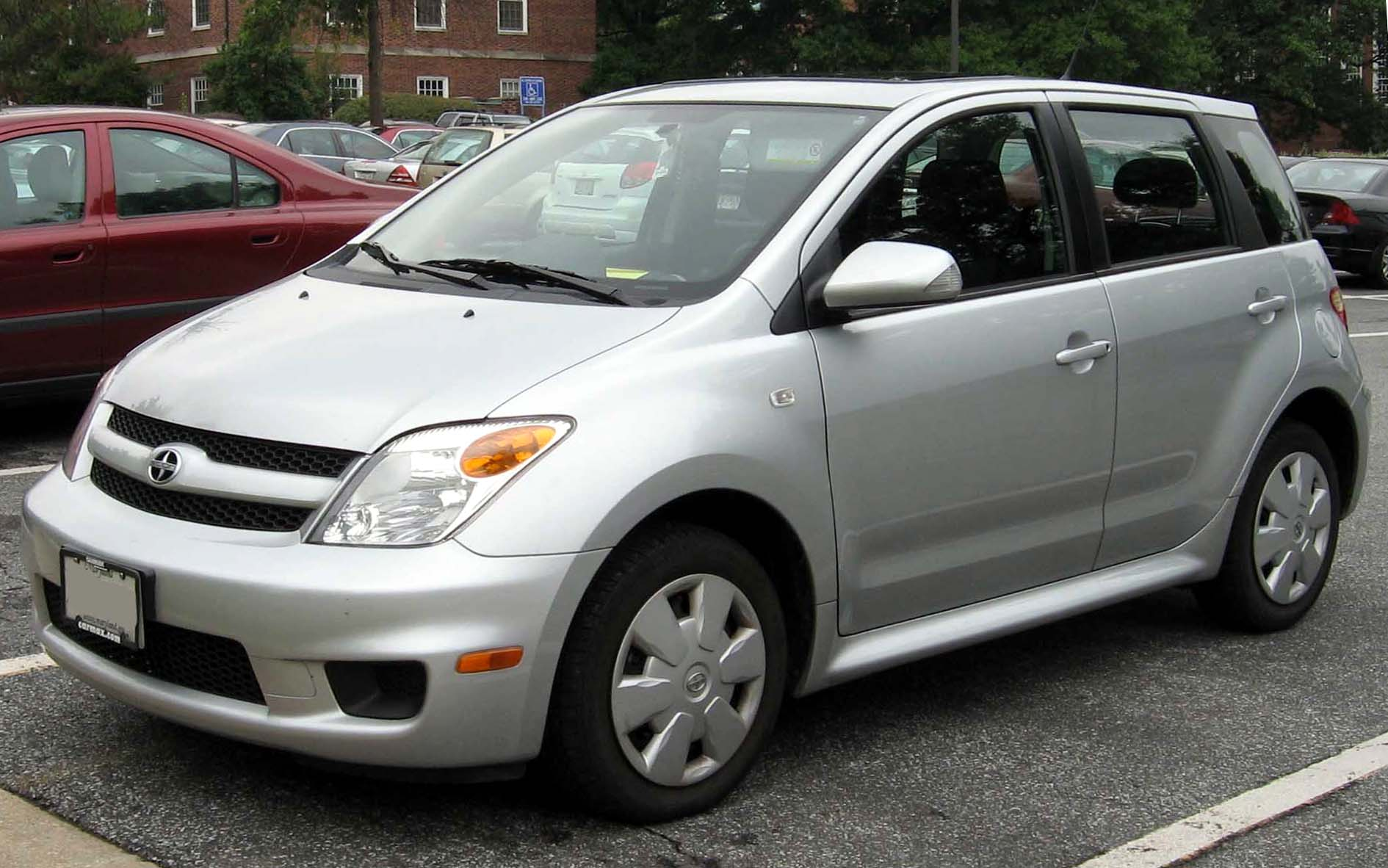
サイオン・xA（後期型）

## 2代目 XP110型（2007年 - 2016年）
2代目ヴィッツから採用されたBプラットフォームを拡幅したものを採用し、全幅は1,725 mmとなり、日本では3ナンバーとなった。事実上、Bプラットフォームを用いた車種としては初の3ナンバーボディとなる。ホイールベースは2代目ヴィッツと共通の2,460 mm。
デザインは2BOXとSUVを融合した「クロスオーバースタイル」。また、センターメーターが廃止になり、スピードメーターとタコメーターが同心円状に配置されたデザインの「コンセントリックメーター」が運転者の目の前に来るように変更された。
エンジンは初代に設定されていた2NZ-FE型1,300 cc（87 PS）を廃止し、代わりに2ZR-FE型1,800 cc（132 PS）を追加。日本では継続して設定される1NZ-FE型1,500 cc（109 PS）と合わせ、全体的に排気量が拡大された。欧州仕様では1NR-FE型1,300 cc（欧州では1.33 Lと変則的な表記）と1ND-TV型1,400 ccディーゼルターボの2種を設定。
トランスミッションは、日本仕様にのみ設定される1.5 L車がCVT（Super CVT-i）に変更。1.8 L車は4速AT（Super ECT）となっているほか、北米仕様には先代同様に5速MTを設定した。欧州仕様は6速MTのみの設定。また、4WD車（北米仕様には設定されない）は路面状況を問わず安定した走りを寄与するアクティブトルクコントロールを採用した。
ホイールボルトは4本から5本に変更された（PCDについては100 mmで変更なし）。

### 日本仕様
グレード体系は「150X」・「150G」・「180G」の3グレードに整理され、「150X」と「150G」は引き続き4WD車も設定されていた。
安全性能も強化され、全グレードで6エアバッグ（運転席・助手席SRSエアバッグ、前席SRSサイドエアバッグ、両側SRSカーテンシールドエアバッグ）を標準装備とした。

### 年表
- 2007年（平成19年）
  - 2月 - シカゴモーターショーで北米仕様のサイオン・xDが展示される。
  - 7月30日 - 日本仕様をフルモデルチェンジ。キャッチコピーは「HEAVY BEAUTY」。月販目標台数2,000台と発表されている。
- 2008年（平成20年）
  - 1月30日 - 特別仕様車「150X"Special Edition"」を日本で発売。

「150X」をベースに、ディスチャージヘッドランプ（オートレベリング機能付）、スマートエントリー&スタートシステム、エンジンイモビライザーシステムを装備した。
  - 3月 - ジュネーブモーターショーにて「アーバンクルーザー」の車名で欧州初公開された。
- 2009年（平成21年）
  - 1月14日 - 先代でも好評だったディスチャージヘッドランプ（オートレベリング機能付）装備の特別仕様車「HIDセレクション」を日本で発売。

今回は充実グレードの「150G」をベースに、フロントとリアのバンパー下端をボディ同色としたフルカラードバンパーを採用。内装ではファブリックシート表皮・ドアトリムを専用のものにしたほか、センタークラスター・パワーウィンドゥスイッチベースにシルバー加飾を施し、質感も高めた。ボディカラーは専用外板色の「スーパーレッドV」を含む3色を設定した（2009年6月までの期間限定生産）。
  - 10月1日 - 日本仕様を一部改良。1.5L・2WD車 (150X・150G) において、エンジン・トランスミッション・オルタネーターの制御を改良し、燃費を向上。これにより、「平成22年度燃費基準+15%」を達成した。
- 2010年（平成22年）8月3日 - 日本仕様を一部改良。

前後バンパーがフルカラードとなり、リヤスポイラーを大型化。同時に「150X」と「150G」にはディスチャージヘッドランプ（オートレベリング機構付）を標準装備とした。インテリアはシート色にライトグレーとダークグレーのツートーンカラーを採用するとともにセンタークラスターパネルにはダークグレー加飾を施し、ボディカラーにはグリーンマイカメタリックを追加した。また、従来設定されていた1.8 L車を廃止する替わりに、「150X」をベースにヘッドランプをディスチャージ（オートレベリング機構付）からハロゲンランプ（マニュアルレベリング機構付）に、エアコンをオートからマニュアルに変更し、パッケージトレイトリムとシートバックポケット（運転席・助手席）を省いたことで価格を抑えた「150X"Cパッケージ"」を新設定した。
- 2011年（平成23年）8月29日 - 日本仕様を一部改良。ボディカラーに「ブロンズマイカメタリック」を追加。インテリアにはサイドレジスター（送風口）リングにめっきを、シート・ドアトリム表皮にドット柄を採用した。
- 2012年（平成24年）6月1日 - 日本仕様を一部改良。リア中央席に3点式シートベルトとヘッドレストを設定したほか、VSC[注釈 6]とTRC[注釈 7]を全車に標準装備した。また、メーターのデザインを変更し、視認性を高め、ボディカラーに新色の「ブルーメタリック」を設定し、全9色を設定した。
- 2014年（平成26年） - 欧州仕様「アーバンクルーザー」の生産を終了。
- 2016年（平成28年）
  - 4月末[4] - オーダーストップにより生産終了。以後は在庫のみの対応となる。
  - 5月[5] - 販売終了をもって公式サイトの掲載を終了した。

### 日本でのCM
2代目からは、オダギリジョーを起用。8色のバリエーションに合わせた動物、奇抜な衣装や、気味の悪い笑みを浮かべたり、奇妙な動きをキング・クリムゾンの「easy money」に合わせて行い、セリフは一切ないMVのようなCMだった。2008年にはTBS限定放映で映画「ROOKIES~卒業〜」とのコラボCMが放映された。

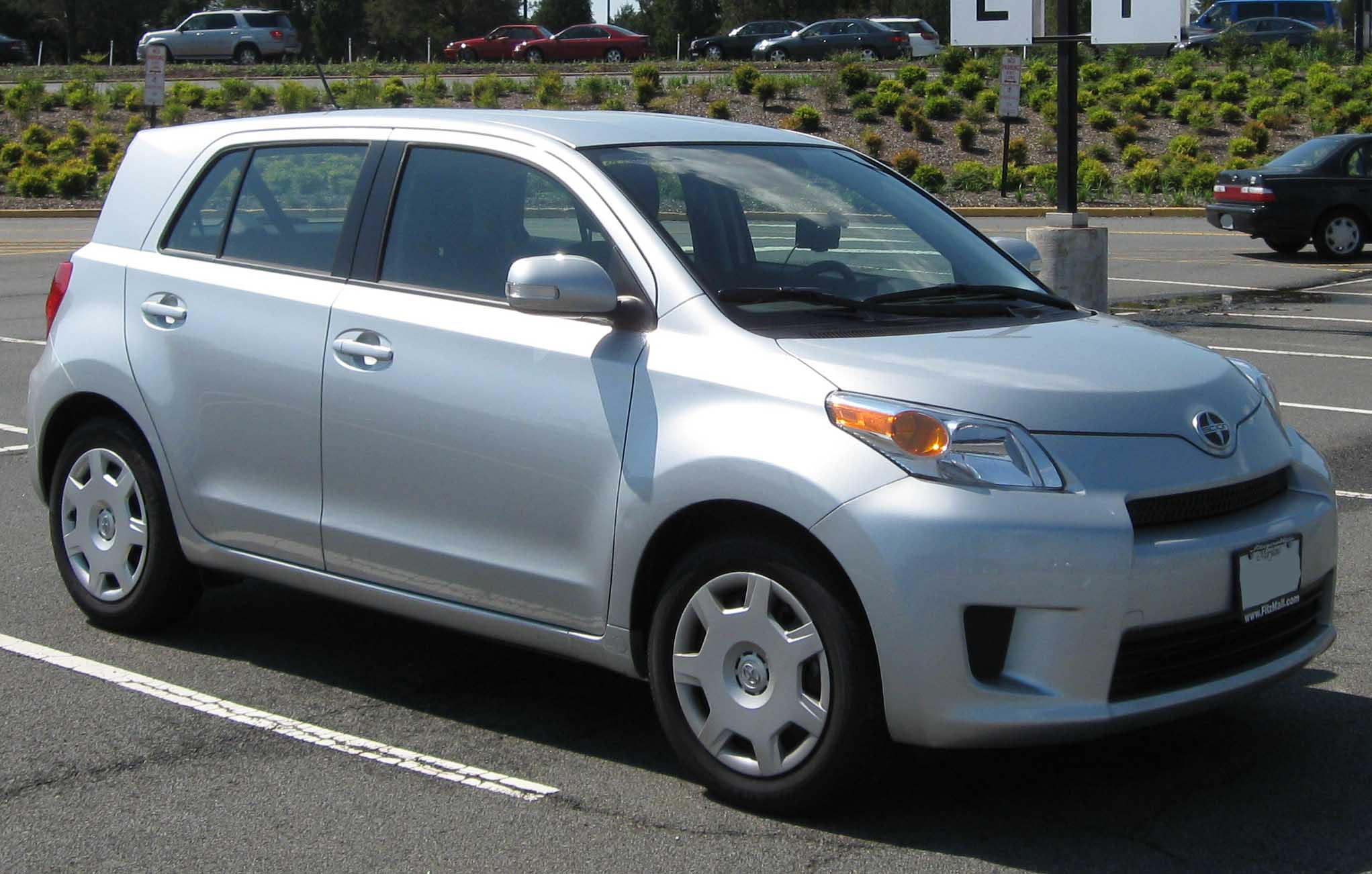
日本国外仕様のサイオン・xD

## エンジン
- 1NZ-FE（1,500 cc、初代・2代目〈日本のみ〉）
- 2NZ-FE（1,300 cc、初代〈日本のみ〉）
- 2ZR-FE（1,800 cc、2代目）
- 1NR-FE（1,330 cc、2代目〈欧州のみ〉）
- 1ND-TV（1,400 cc、2代目〈欧州のみ〉）

## 日本での取扱販売店
- トヨペット店（2005年のマイナーチェンジまで。ただし、大阪府を除く）
- トヨタ店（大阪府のみ。2005年のマイナーチェンジまで）
- ネッツ店

## 車名の由来
- 英語で「-主義者」を意味する接尾辞"ist"から。